# Бромид ниобия(III)
Бромид ниобия(III) — неорганическое соединение, соль металла ниобия и бромистоводородной кислоты с формулой NbBr3, 
чёрные кристаллы,
гидролизуются в воде.

## Получение
- Восстановление водородом бромида ниобия(V):

{\displaystyle {\mathsf {NbBr_{5}+H_{2}\ {\xrightarrow {400-450^{o}C}}\ NbBr_{3}+2HBr}}}

## Физические свойства
Бромид ниобия(III) образует чёрные кристаллы, гидролизуются в воде,
сублимируется в вакууме при ≈400°С.

## Химические свойства
- Разлагается при нагревании в вакууме:

{\displaystyle {\mathsf {5NbBr_{3}\ {\xrightarrow {925^{o}C}}\ 3NbBr_{5}+2Nb}}}
- Гидролизуется водой:

{\displaystyle {\mathsf {2NbBr_{3}+(n+5)H_{2}O\ {\xrightarrow {}}\ Nb_{2}O_{5}\cdot nH_{2}O+6HBr+2H_{2}}}}